# Langues en Amérique du Sud
 (février 2008).
 (mai 2013).
Si vous disposez d'ouvrages ou d'articles de référence ou si vous connaissez des sites web de qualité traitant du thème abordé ici, merci de compléter l'article en donnant les références utiles à sa vérifiabilité et en les liant à la section « Notes et références ».
L'Amérique du Sud présente une très grande diversité linguistique. Parmi les langues amérindiennes autochtones, on dénombre près de 600 langues qui appartiennent à 118 familles linguistiques. Par exemple, les 32 langues de Bolivie sont de 15 familles différentes, y compris 6 isolats. Les 68 langues de Colombie appartiennent à 13 familles différentes, dont 10 sont des isolats. Toutefois, le contraste est marqué entre les « grandes » langues (andines et guarani) et les petites langues amazoniennes. Par ailleurs, les langues plus importantes en nombre de locuteurs sont celles d'origine européenne. Certaines d'entre elles ont donné naissance à des créoles.

## Répartition

Carte des langues officielles d'Amérique du Sud.

La plupart des pays et dépendances sont hispanophones. La Bolivie et le Pérou ont, en plus de l'espagnol, le quechua et l'aymara comme langues officielles, d'usage dans l'ancien Empire inca. Le Paraguay a également le guarani comme langue officielle conjointe avec l'espagnol. L'Argentine a accueilli énormément d'immigrants italiens, ce qui a eu une influence sur la langue espagnole[réf. nécessaire]. Buenos Aires reste la métropole hispanophone de l'Amérique du Sud malgré la forte influence italienne.
Le Brésil, qui comprend la moitié de la population du continent est lusophone, et on y trouve la plus grande ville lusophone au monde : São Paulo.
Les Guyanes sont le seul endroit (important) d'Amérique du Sud de langues créoles. Le Suriname a comme langue officielle le néerlandais, avec Paramaribo la plus grande ville d'Amérique de cette langue, bien qu'une quinzaine de langues y soient parlées, surtout des créoles à base d'Anglais ou de Néerlandais. La Guyane est officiellement francophone et Cayenne est la plus grande ville de langue française d'Amérique du Sud.
L'anglais est parlé au Guyana, aux Îles Malouines et en Géorgie du Sud-et-les îles Sandwich du Sud, Georgetown est la principale ville anglophone d'Amérique du Sud.

## Langues d'origine européenne
Les cinq langues d'origines coloniales de l'Amérique du Sud sont l'espagnol, le portugais (au Brésil), l'anglais (au Guyana, aux Îles Malouines et en Géorgie du Sud-et-les îles Sandwich du Sud), le néerlandais (au Suriname) et le français (en Guyane).
Le portugais est la langue la plus parlée d'Amérique du Sud puisque la population du Brésil représente 49 % de sa population et que la proportion de lusophones frôle les 100 % au Brésil alors que les pays hispaniques ne sont pas à 100 % hispanophones.
Les diverses langues créoles ont été créées en grande partie par les esclaves, essentiellement issus des territoires puis colonies de l'Occident en Afrique.

## Langues amérindiennes

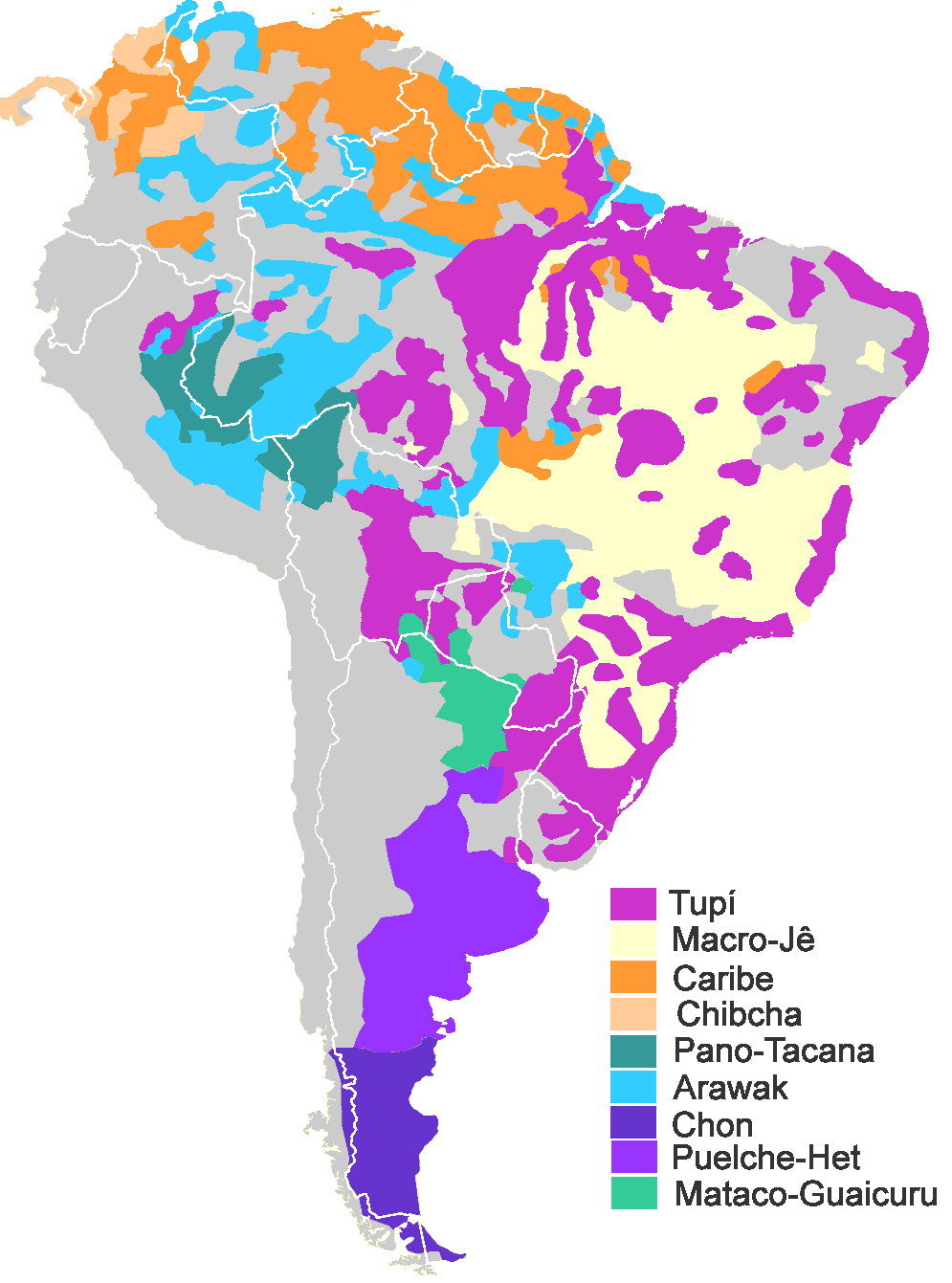
Les principales familles de langues amérindiennes (à l'exception du quechua, aymara et mapudungun).

La population indienne, chiffrée par millions, a été progressivement refoulée vers l'intérieur du continent. Paradoxalement, l'importance de cette population locutrice ne garantit en rien la pérennité des langues amérindiennes, qui sont pour la plupart menacées d'extinction.
On distingue habituellement ces langues selon l'importance recensée de la population locutrice.

### «Grandes» langues
On dénombre habituellement quatre « grandes » langues amérindiennes inter-régionales en Amérique du Sud :
- le quechua ;
- l'aymara ;
- le mapudungun ;
- le guarani.

### Langues amazoniennes
Les langues amazoniennes sont parlées dans les neuf pays du bassin amazonien : le Brésil, le Venezuela, la Guyane, le Guyana, le Suriname, la Colombie, l'Équateur, le Pérou, la Bolivie.
Beaucoup de ces langues sont parlées à cheval sur les frontières, en zones marginales des pays, pour beaucoup parce que les populations indigènes des côtes et du centre, exploitées par les européens, ont été exterminées. Ce sont dans leur ensemble des langues très menacées.
La région amazonienne constitue un « trou noir » linguistique, au même titre que la Nouvelle-Guinée. Le travail linguistique sur ces langues, qui dans leur diversité se sont révélées être très intéressantes pour le développement de la linguistique, est encore très limité.